# 布拉日內
47°59′55″N 38°49′38″E / 47.99861°N 38.82722°E
布拉日內（烏克蘭語：Бражине）是位於乌克兰東部的市級鎮，由顿涅茨克州霍尔利夫卡区的斯尼日內市鎮負責管轄。
該鎮於1957年成為市級鎮，2018年人口為312人，自2014年起遭俄罗斯军事占领。

## 人口統計
根據 2001年烏克蘭人口普查，鎮民的母語分配如下：
- 乌克兰语：18.7%
- 俄语：81.1%
- 其他：0.2%